# اکین، سرفلیکوشیسار
اکین، سرفلیکوشیسار (به لاتین: Akin, Şereflikoçhisar) یک منطقهٔ مسکونی در ترکیه است که در استان آنکارا واقع شده‌است.